# Amancio Amorós
Amancio Amorós Sirvent (Agullent, Valencia; 1854 - San Cugat del Vallés, Barcelona; 9 de febrero 1925) fue un músico, compositor y pedagogo español. El fondo de partituras manuscritas de Amancio Amorós se conserva en la Biblioteca de Cataluña.

## Biografía
Estudió piano con Roberto Segura Villalba, y composición y órgano con Salvador Giner Vidal. Fue catedrático del Conservatorio de Valencia desde 1902 (solfeo y armonía) y fue su director entre los años 1919 y 1924. Entre sus alumnos estuvieron José María Parejas Machí (Benimodo, 1907-1970), director de orquesta y de banda, Benet Traver García (1866-1933) y el maestro José Manuel Izquierdo Romeu. Durante los años 1893-1895 fue presidente de la Sección de Música de Lo Rat Penat (lo substituyó Salvador Giner). En 1897 intervino como fundador y primer secretario de la Asociación de Profesores Músicos bajo la advocación de Santa Cecilia y doce años más tarde (1909) se convirtió en su presidente, substituyendo precisamente al mencionado Giner. Fue miembro numerario de la Real Academia de Bellas Artes de San Fernando de Madrid.
En el ámbito bibliográfico publicó diversas obras de introducción al estudio de la música, como Elementos de solfeo, Teoría general del solfeo en forma de diálogo y Curso elemental de piano. Además fue fundador y director de la efímera revista Biblioteca Musical Valenciana (1894-1895). En su faceta de compositor fue autor de seis misas, tres zarzuelas, una sinfonía de temas populares valencianos, diversas piezas didácticas y sobre todo música sacra. 
El fondo personal Amancio Amorós se conserva en la Biblioteca de Cataluña desde 1928. En la actualidad la Escola de Música Amancio Amorós Sirvent de la Agrupació Musical d'Agullent recuerda el nombre del músico.
Su hermano Eugenio también fue compositor y su hijo Josep Vicenç Amorós i Barra fue músico y, especialmente, numismático.

## Obra[10]

### Música profana
- Andante marcial, para quinteto de cuerda y piano.
- Anyoranza, Ob. 24, para voz y piano.
- [sin título] Canción para canto y piano, obra 103, con letra de Marcos Antonio Verzenni.
- Lo cant del mariner (1894), barcarola para voz y piano.
- Lo cant del mariner=el canto del marinero : pequeña barcarola para canto y piano / Poesía lemosina y versión española de A. Roig y Civera. [Valencia]: [Manuel Martí?], [1894?].
- Col·lecció de huit peses sobre motius populars valensians, Ob. 37 (1883), para voz, piano y armonio.
- Corina, Ob. 35 (1883), sinfonía para orquesta.
- Los dos esclavos, ob. 50 (1886), zarzuela en tres actos con letra de Antoni Roig Civera.
- Los dos esclavos : zarzuela en tres actos / letra de Antonio Roig y Civera. [S.l.]: [s.n.], [18--?].
- Los dos esclavos : zarzuela en tres actos / letra de Antonio Roig y Civera. Valencia: Imp. Emilio Parcual, [19--?].
- Escenas poéticas, no. 2. Idilio. [S.l.]: [s.n.], [19--?]
- Mazurka en Re bemol mayor (1890), para piano.
- Mazurka en Re b mayor : para piano-forte. Barcelona: Vda. Trilla y Torres, [1890].
- Mazurka en re menor, para piano.
- Mazurka en Re menor. Barcelona: Vda. Trilla y Torres, [1891].
- Mazurka en Sol mayor, para piano.
- Mazurka en sol mayor : para piano-forte. Barcelona: Vda. Trilla y Torres, [1890].
- Navegación submarina (1888), zarzuela en tres actos con letra de Antoni Roig Civera.
- Recuerdo de amor, canción para voz y piano.
- Los lírios : elegía / de la colección de Ventura Ruíz Aguilera; Recuerdo de amor : melodía para canto y piano / letra de M.A. Versami, música de A. Amorós. [Barcelona]: [s.n.], [ca. 1896].
- Recuerdo de amor : melodía para canto y piano / letra de M.A. Versami, música de A. Amorós, ob. 103. [S.l. : s.n., 18--?].
- Sinfonía para gran orquesta, compuesta sobre aires populares de Valencia y su reino, Ob. 69 (1890).
- El Tio Sappo, parodia de la ópera Saffo de Pacini, Ob. 54, zarzuela.
- [sin título] Tres danzas valencianas, para piano (contiene Danza dels chagants, Danza dels nanos, Danza valenciana de la vall d'Albaida).
- Trio, Ob. 20 (1887), para violí, armonio y piano.
- Trists recorts, nocturno (1882), para piano y armonio.
- Violetas y mariposas, capricho Ob 1ª (1883), para piano.
- Violetas y mariposas : capricho para piano. Valencia: Salvador Prosper,[19--?].

### Música sacra
- Ave Maria, para tenor, coro, violón y contrabajo.
- Beatus vir, Ob. 111 (1897), a 3 y 7 voces, con acompañamiento de órgano, violón y contrabajo.
- Cantemus dominum, Ob. 121, motete a solo y coro.
- Credidi de 4º tono, para coro y órgano.
- Credidi de 4º tono : a coro solo de tenor y barítono / por D. Amancio Amorós; "O quam suavis" a 4 voces / por D. Eduardo Torres. [S.l.] : [s.n.], [18--?].
- Domine, dilexi decorem domus tua (1907), para voz solista y orquesta.
- Domine, exaudi orationem meam, para coro popular y orquesta.
- El drama del Calvario, Ob. 22, para solista y coro de hombres y niños, con acompañamiento de órgano, armonio y quinteto de cuerda.
- Final de "las Siete Palabras" (1897), para tres voces, armonio y piano.
- Gloria a España, Marcha triunfal religiosa, Ob. 27, para armonio, piano y quinteto de cuerda.
- Gozos a San José de Calasanz (1904), para tres voces de hombre y órgano.
- Himno a Santa Cecilia, para coro, armonio y piano.
- Himno a Santa Cecilia, Ob. 68, para coro, arpa y cuarteto de cuerda.
- Himno popular religioso, para banda y coro popular, con letra de Martínez de la Rosa.
- Memoriam fecit, motete a solo de tenor, para voz solista y orquesta. Versión para voz con acompañamiento de órgano, violón y contrabajo.
- Misa a duo para voces de niños.
- Misa ceciliana (1914), para tres voces iguales y coro popular.
- Misa en re menor, para tres voces, coro y orquesta.
- Misa en re menor, Ob. 28 (1882), para orquesta y tres voces de hombre.
- O Sacrum convivium, para solista, coro y orquesta.
- O Sacrum convivium, Ob. 43, para solista y coro, con acompañamiento de órgano.
- O salutaris Hostia, para coro y solo, con acompañamiento de órgano.
- O salutaris Hostia, para terceto con acompañamiento de órgano.
- Pequeño himno popular religiosos de la peregrinación al Eremitorio de S. Vicente Ferrer en Agullent, Ob. 88 (1893), para banda y coro, con letra de Josep Peris Pasenal.
- Quam dilecta, Ob. 110 (1899), para tres voces y solista, con acompañamiento de órgano, violón y contrabajo.
- Romanza a la Santísima Virgen.
- Salve a dos y coro, para orquesta y coro.
- Salve a 4 voces, tenor y barítono obligado, Ob. 60 (1897).
- Tota pulchra, para orquesta y coro.
- Trisagio a la Santísima Trinidad, para coro, órgano, violón y contrabajo.

### Registros sonoros
- Disco compacto - Miquel Álvarez-Argudo interpreta El piano (fin de siècle) (Valencia: Instituto Valenciano de la Música, ? Ref. PMV 007). Incluye las obras de Amorós: Mazurka en Sol mayor, Mazurka en Re bemol mayor y Mazurka en re menor.

### Publicaciones
- Curso elemental de piano
- Curso de solfeo : lecciones manuscritas graduadas. Valencia: Sociedad Anónima Dotésio, [19--?].
- Elementos de solfeo. Valencia: Amancio Amorós, 1891 (3a. ed., 1901; 4a. ed. 1920?; 10a. ed., s.a.)
- Lecciones manuscritas graduadas : 2 curso de solfeo. Valencia: Sociedad Anónima Dotésio, [19--?].
- Método elemental de solfeo (1892)
- Nociones teóricas de solfeo. Valencia: Miguel Gimeno, 1908-1911.
- Nociones teóricas de solfeo. Primer curso. Valencia: Tip. Moderna, 1908 (2a. ed., 1911; 5a. ed., 1917; nova ed., Sevilla: Tip. Zarzuela, 1927).
- Nociones teóricas de solfeo. Segundo curso. Valencia: Tip. Moderna, 1908.
- Nociones teóricas de solfeo. Tercer curso. Valencia: Tip. Moderna, 1924, nueva edición.
- Segundo curso de solfeo, lecciones manuscritas graduadas. Valencia: Casa Dotesio, 1910.
- Teoría general del solfeo. Valencia: Imp. de Manuel Alufre, 1896.
- Teoría general del solfeo razonada en forma de diálogo ilustrada con profusión de ejemplos y con un programa teórico de esta asignatura. [Valencia: Manuel Alufre, 1896?].
- Tercer curso de solfeo, lecciones manuscritas graduadas. Valencia: Casa Dotesio, 1914 (Nova ed. Madrid: Unión Musical Española, s.a.).
- Tractat de composició. (inédito)